# Jerry Lawson
Pour les articles homonymes, voir Gerald Lawson.
Ne doit pas être confondu avec Jerry Dawson.
Jerry Lawson (né le 1er décembre 1940 à New York et mort le 9 avril 2011 à Mountain View) est un ingénieur électronicien américain. Il est connu pour avoir mené le développement de la console Fairchild Channel F et pour avoir dirigé l'équipe à l'origine de la cartouche de jeu vidéo grand public.

## Biographie

### Jeunesse et formation
Gerald Anderson Lawson naît à Brooklyn le 1er décembre 1940. Son père, Blanton, est un docker avec un attrait pour les sciences. Sa mère, Mannings, travaille pour la municipalité et anime l'association de parents d'élèves locale. Son grand-père avait poursuivi des études de physique mais la discrimination ethnique l'avait empêché de concrétiser ce projet. Il était finalement devenu directeur d'un bureau de poste,. Les parents de Gerald Lawson s'efforcent de lui offrir une bonne éducation et l'incitent à s'impliquer dans des activités scientifiques telles que le radioamateurisme et la chimie. Il rapporte également que son professeur de première année d'école primaire l'avait encouragé à devenir quelqu'un d'influent, à l'instar de George Washington Carver, devenu botaniste et inventeur après être né sous l'esclavage.
Gerald Lawson passe son adolescence dans l'arrondissement de Queens. Pour gagner de l'argent, il répare des postes de télévision. À 13 ans, il obtient sa licence de radioamateur et construit sa propre station avec des composants électroniques qu'il a lui-même achetés. Par la suite, il fréquente le Queens College et le City College of New York mais ne valide aucun diplôme.
En 1965, il se marie avec Catherine. Ensemble, ils auront deux enfants : Anderson et Karen.

### Carrière d'ingénieur
En 1970, Jerry Lawson rejoint le département des ventes de Fairchild Semiconductor à San Francisco comme ingénieur d'application consultant. Dans son garage, il conçoit un modèle précoce de borne d'arcade à monnayeur,,. Finalisé en 1975, son jeu Demolition Derby est l'un des premiers à tourner sur microprocesseur (en l'occurrence, un Fairchild F8 (en)).
Au milieu des années 1979, Lawson est promu au poste d'ingénieur hardware en chef et directeur ingénierie et marketing du département jeux vidéo de Fairchild. Il prend la tête du projet de développement de la console Fairchild Channel F. À l'époque, la plupart des consoles étaient dédiées et ne supportaient qu'un ou plusieurs jeux stockés en mémoire non amovible. Véritable innovation, la Channel F doit utiliser des cartouches ROM interchangeables, mettant à profit une technologie brevetée par Alpex Computer Corporation en 1974. Lawson et son équipe s'attèlent à la perfectionner : les cartouches doivent pouvoir être insérées et retirées à l'envi et sans danger de choc électrique. Ce changement de paradigme représenterait en outre un nouveau modèle économique : les utilisateurs pourraient faire leur sélection dans une ludothèque de titres et les ventes de cartouches assureraient un revenu continué au fabricant de la console, hors vente de machines.
La Channel F est commercialisée en 1976. Elle propose une variété de commandes, dont un joystick à huit voies conçu par Lawson. De plus, elle dispose d'un bouton « pause », une première pour une console de salon. Cependant, la Channel F ne rencontre pas le succès commercial. Le principe du jeu sur cartouche sera principalement popularisé par l'Atari 2600, qui sort l'année suivante,.
Durant sa carrière chez Fairchild, Jerry Lawson et Ron Jones sont les seuls membres noirs du Homebrew Computer Club, une association regroupant des passionnés de la balbutiante informatique (parmi lesquels Steve Jobs et Steve Wozniak, fondateurs d'Apple). Lawson note d'ailleurs qu'il avait reçu Wozniak en entretien pour un poste chez Fairchild, sans toutefois y donner suite.
En 1980, Jerry Lawson quitte Fairchild pour fonder son propre studio, Videosoft. L'entreprise développe des jeux pour l'Atari 2600 alors que celle-ci a déjà remplacé la Channel F en pole position du marché des consoles de salon,. Videosoft ferme cinq ans plus tard et Lawson commence à prendre des missions de consultant. Il collabore quelque temps avec Stevie Wonder sur le développement de la Wonder Clock, un réveil pour enfants qui utiliserait la voix de leurs parents (produit qui ne verra finalement pas le jour). Lawson participe également au programme de mentorat de Stanford et envisage de consacrer un livre à sa carrière.

### Problèmes de santé et décès
En 2003, Jerry Lawson est touché par les premières complications de son diabète. Il perd alors l'usage d'une jambe et la vision d'un œil. Le 9 avril 2011, un mois après avoir été récompensé par l'International Game Developers Association, il décède des suites de cette maladie,. Il réside alors à Santa Clara (Californie) et laisse derrière lui sa femme Catherine, ses deux enfants et son frère.

## Reconnaissance
En mars 2011, l'International Game Developers Association honore Jerry Lawson comme un pionnier de l'industrie vidéoludique pour son travail sur les cartouches de jeu. Il reçoit également le trophée ID@Xbox Gaming Heroes lors de la vingt-et-unième édition de l'Independent Games Festival, le 20 mars 2019, au titre de son travail sur la Channel F. Une vitrine permanente est consacrée à ses apports dans le World Video Game Hall of Fame du Strong National Museum of Play, à Rochester. Enfin, le district scolaire unifié de Los Angeles (en) a baptisé l'école élémentaire no 11 à son nom : la Gerald A. Lawson Academy of the Arts, Mathematics and Science (« académie Gerald A. Lawson des arts, des mathématiques et de la science »).
En mai 2021, le département jeux vidéo de l'université de Californie du Sud ainsi que le studio Take-Two Interactive s'associent pour créer le fonds Gerald A. Lawson afin de soutenir les étudiants noirs et autochtones souhaitant travailler dans l'industrie. Microsoft rejoint également l'initiative dès août 2021.

### Dans les médias
Dans le cadre de sa web-série Profiles of African-American Success (en), le producteur et réalisateur Bayer Mack (en) (également connu pour The Czar of Black Hollywood (en)) aborde le développement de la Channel F et la participation de Jerry Lawson. Dans le premier épisode du docu-série High Score : L'Âge d'or du gaming diffusé sur Netflix en 2020, son histoire est racontée par ses deux enfants, Karen et Anderson. Le premier épisode de la saison 6 de Command Line Heroes, intitulé Jerry Lawson: The Engineer Who Changed the Game, présente également le travail de Jerry Lawson sur la Channel F. Plus tard, dans la mini-série documentaire The Toys That Built America (en) (saison 2, épisode 2), Lawson apparaîtra aux côtés d'autres pionniers : Nolan Bushnell et Ralph Baer.
Le 1er décembre 2022, un Google Doodle est dévoilé en hommage à Jerry Lawson et à l'occasion du 82e anniversaire de sa naissance. Il permet aux utilisateurs du moteur de recherche d'essayer et de personnaliser quelques mini-jeux inédits.